# Gheora
Gheora es una ciudad censal situada en el distrito de Delhi noroeste,  en el territorio de la capital nacional,  Delhi (India). Su población es de 6876 habitantes (2011). 

## Demografía
Según el censo de 2011 la población de Gheora era de 6876 habitantes, de los cuales 3736 eran hombres y 3140 eran mujeres. Gheora tiene una tasa media de alfabetización del 83,36%, inferior a la media estatal del 86,21%: la alfabetización masculina es del 89,86%, y la alfabetización femenina del 75,69%.